# Nicolas Höfler
Nicolas Höfler (Überlingen, 9 marzo 1990) è un calciatore tedesco, centrocampista del Friburgo.

## Carriera
Höfler viene aggregato alle giovanili del Friburgo a 15 anni, mentre a 18 esordisce con la squadra B. Promosso in prima squadra, senza mai giocare, nel luglio 2011 passa in prestito per due anni al Erzgebirge Aue, con il quale disputa la 2. Fußball-Bundesliga.
Tornato in patria al Friburgo, debutta nel massimo campionato tedesco nella stagione 2013-2014.

## Palmarès

### Club

#### Competizioni nazionali
- 2. Fußball-Bundesliga: 1

Friburgo: 2015-2016